# Seuil de Naurouze
Seuil de Naurouze (Naurouze-Schwelle) (auch: Col de Naurouze (Naurouze-Pass) oder Seuil du Lauragais) ist der Name des höchsten Punkts, den Verkehrswege von der französischen Mittelmeerküste bei Narbonne (Département Aude) auf dem Weg nach Toulouse im Binnenland (Département Haute-Garonne) überschreiten müssen. Die Region zu beiden Seiten wird als Lauragais bezeichnet, daher der alternative Name der Seuil de Naurouze.

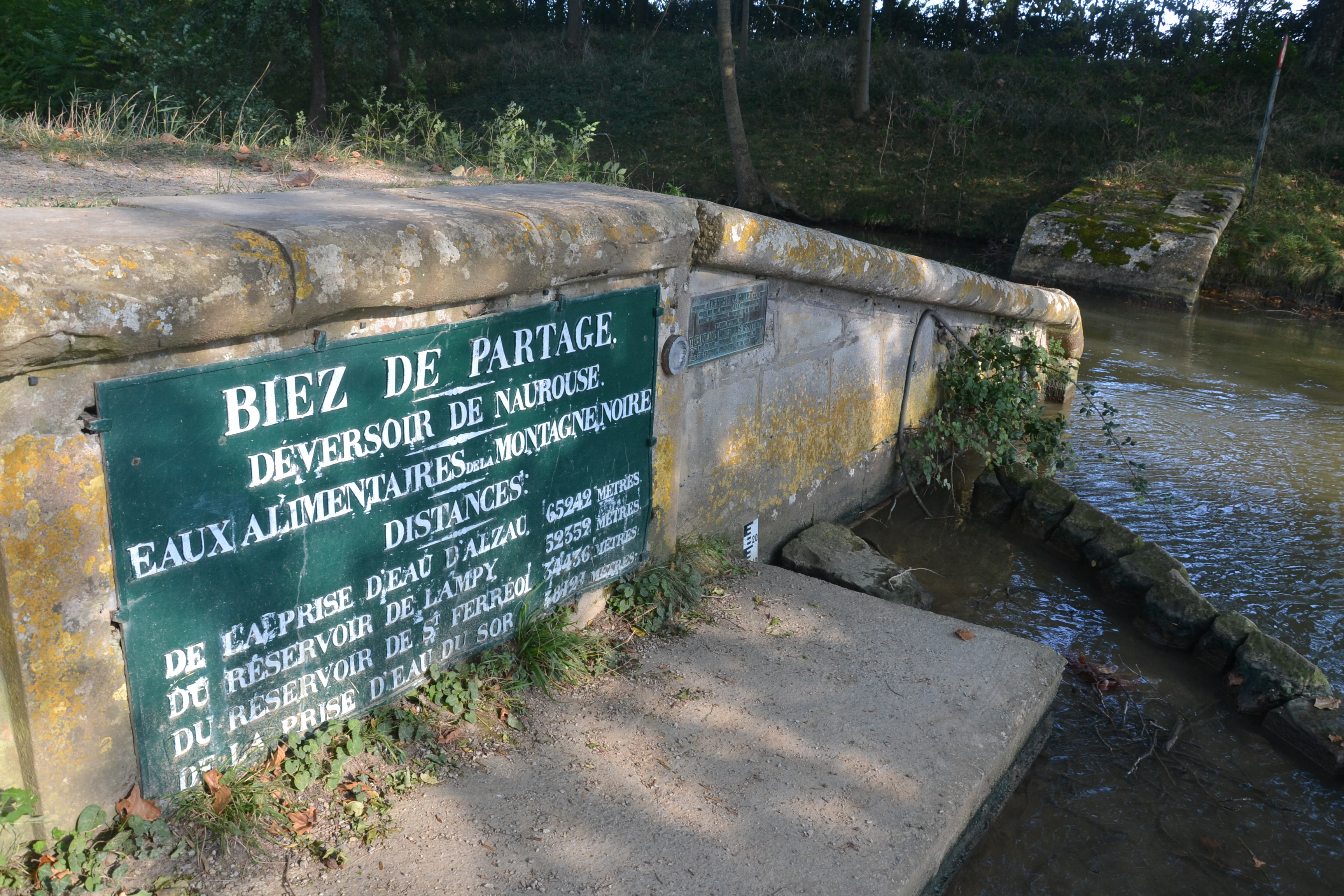
Schild an der Scheitelhaltung des Kanals

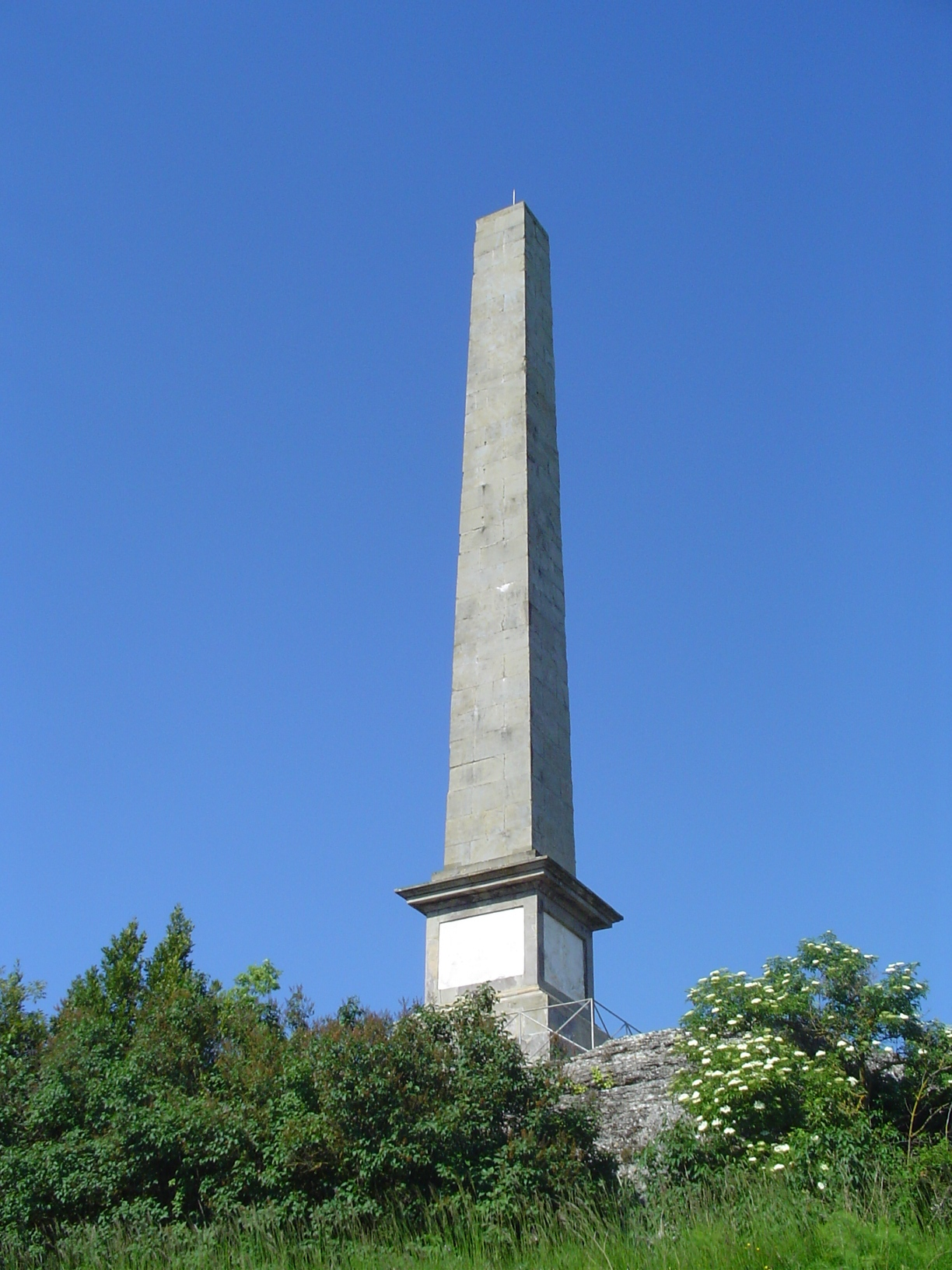
Obélisque de Riquet

Das Küstengebiet am französischen Mittelmeer ist zum Zentrum des Landes hin weitgehend durch Gebirge abgeschirmt. An der westlichen Mittelmeerküste, im Languedoc besteht die Begrenzung im südlichen Bereich aus den Pyrenäen, deren nordöstlichster Ausläufer die Corbières sind. Im nördlichen Bereich besteht eine Begrenzung durch das Massif central, deren südwestlichster Ausläufer die Montagne Noire sind. Zwischen den Corbières im Süden und den Montagne Noire im Norden verbleibt eine längliche Senke in Ost-West-Richtung, die vom Mittelmeer ausgehend von Narbonne nach Westen über Carcassonne und Castelnaudary langsam zum nur 194 Meter hohen Seuil de Naurouze aufsteigt und von dort wieder in die Ebene um Toulouse absteigt. Entsprechend ist der Seuil de Naurouze auch die Wasserscheide zwischen Atlantik und Mittelmeer.
Spätestens die Römer nutzten diese Verbindung, um vom Mittelmeer Richtung Atlantik zu gelangen. Sie bauten dort die Via Aquitania. Im 17. Jahrhundert wurde der Canal du Midi angelegt, um eine durchgehende Schifffahrt vom Mittelmeer zur Garonne zu ermöglichen. Da die Garonne schiffbar ist, bestand somit eine Verbindung zum Atlantik. Am Seuil de Naurouze ist die Scheitelhaltung des Kanals. Im 20. Jahrhundert wurde die Autoroute des Deux Mers („Autobahn der beiden Meere“, also Mittelmeer und Atlantik) ebenfalls über den Seuil de Naurouze geführt.
Die Senke um den Seuil de Naurouze spielt auch eine wichtige Rolle bei Winden: Bei Hochdruck in der Ebene von Toulouse und Tiefdruck am Mittelmeer entsteht der Cers, der zum Mittelmeer bläst. Die Kanalisation durch die beidseitigen Gebirge kann hohe Windgeschwindigkeiten hervorrufen, mit denen der Cers in der Folge über die Küstenregion bläst. Bei gegenteiligen Druckverhältnissen wird aus dem Marin am Mittelmeer durch die Kanalisation entlang der Gebirge der Autan, der in der Gegend von Toulouse aus Südosten bläst.
Der Seuil de Naurouze liegt auf dem Gebiet der Gemeinde Montferrand im Département Aude. Die Grenze zum Département Haute-Garonne liegt ein bis zwei Kilometer in westlicher Richtung. Der Obélisque de Riquet aus dem Jahr 1825 erinnert an Pierre-Paul Riquet, Erbauer des Canal du Midi.